# Fosfogips

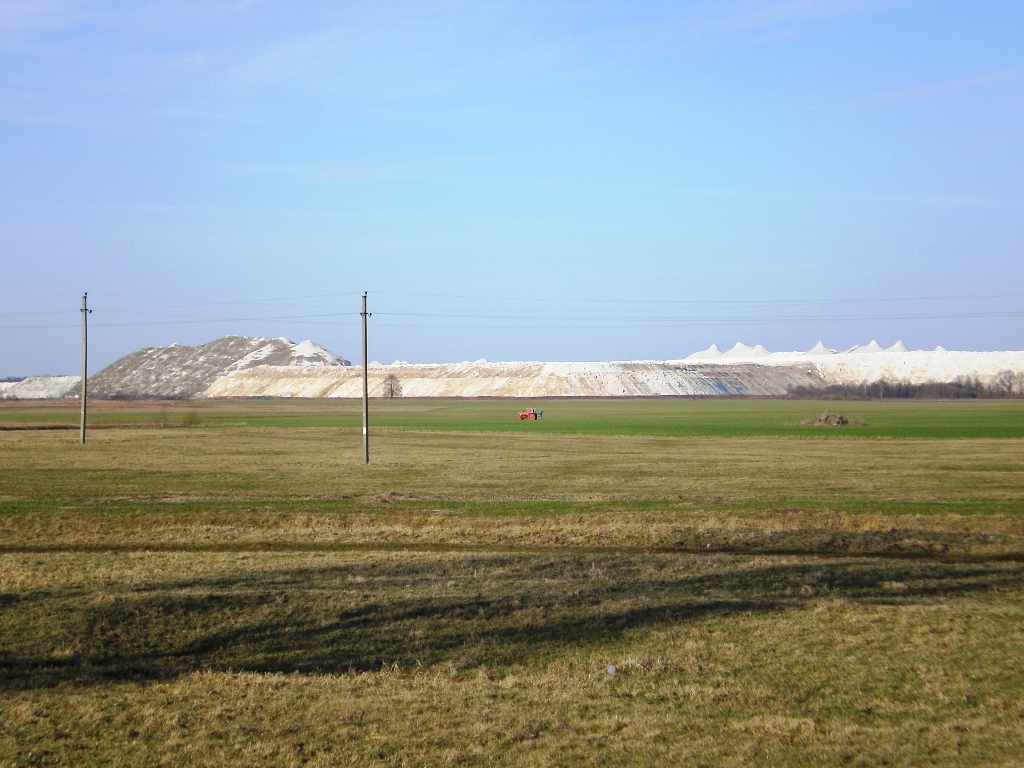
Składowisko fosfogipsu (Kiejdany, Litwa)

Fosfogips (fosforogips) – odpad będący produktem ubocznym otrzymywania kwasu fosforowego z fosforytów metodą ekstrakcji kwasem siarkowym:
3Ca3(PO4)2·CaF2 + 10H2SO4 → 10CaSO4 + 6H3PO4 + 2HF
Oprócz siarczanu wapnia, fosfogips zawiera także nierozłożone pozostałości surowca.